# なごみもえ
なごみ もえ（1980年9月5日 - ）は、日本のAV女優。身長:158cm。スリーサイズ:B85(D)・W58・H87。東京都出身。

## 出演作品

### VHS
- 愛の嵐（2001年12月15日、MOODYZ）
- 癒しのザーメンナース（2001年12月15日、MOODYZ）
- 天国と地獄（2002年2月15日、MOODYZ）
- なんでも欲しがるもえちゃん（2002年12月15日、MOODYZ）

### DVD
- AV初デビュー作での初エッチ（2002年8月15日、MODYZ）他出演:青山くるみ、小泉麻由、冴嶋みどり、深田涼子、百華
- ぶっかけバカ一代 黒沢あらら作品集（2003年1月22日、MOODYZ）他出演:京野真里奈、近藤安代、結城杏奈、小早川美晴、青山くるみ、泉星香、百華、澤宮有希
- 女社長丹羽ひとみが選ぶお気に入り作品集（2003年4月15日、MOODYZ）他出演:小沢まどか、金沢文子、紋舞らん、木下まこ、麻宮淳子（成合淳）、北村うるか、小泉麻由、三浦あいか、後藤まみ、京野真里奈、笠木忍、鈴木麻奈美
- S級プレミアムコレクション 女優本気凌辱総集編4時間（2007年6月7日、NUDYS）他出演:北村うるか、森野いずみ、小早川まりん、小泉麻由

## 雑誌
- アクションカメラ 2001年9月号
- Chuッ！SPECIALスペシャル 2001年11月号